# FR Большой Медведицы
FR Большой Медведицы (лат. FR Ursae Majoris), HD 75329 — одиночная переменная звезда в созвездии Большой Медведицы на расстоянии приблизительно 2470 световых лет (около 757 парсеков) от Солнца. Видимая звёздная величина звезды — от +8,96m до +8,8m.

## Характеристики
FR Большой Медведицы — красная пульсирующая медленная неправильная переменная звезда (LB:) спектрального класса Ma.